# La Laguna (El Salvador)
La Laguna es un distrito del municipio de Chalatenango Sur en el departamento de Chalatenango de El Salvador.
| Censo | Población | Cambio | Porcentaje |
| ----- | --------- | ------ | ---------- |
| 2007  | 3 923     | N/D    | N/D        |
| 2024  | 3 988     | 65     | 1.7%       |

## Organización administrativa
Para su administración, el municipio se divide en seis cantones o comunidades:
- La Laguna (Casco Urbano)
- La Cuchilla
- Las Pacayas
- Los Prados
- Plan Verde
- San José

De igual forma el Casco Urbano está dividido en cuatro barrios:
- Barrio El Centro
- Barrio Las Victorias
- Barrio Los Guevara
- Barrio Las Delicias

## Datos básicos
El distrito tiene una extensión de 25,82 km².

## Población
La población del distrito fue de 5240 habitantes hasta el 2006. La densidad es de 202,94 habitantes por kilómetro cuadrado.

## Historia
Relata la historia que, en 1807 el cantón Loma Lisa o Santiago perteneció al partido de Chalatenango. En 1816 se erigió como pueblo con el nombre de La Laguna. Del 12 de junio de 1824 al 22 de mayo de 1835 perteneció al departamento de San Salvador y después hasta el 14 de febrero de 1855 al departamento de Cuscatlán, siendo anexado después de esta fecha al departamento de Chalatenango desde su creación. 
El 14 de agosto de 1845 el pueblo fue incendiado por fuerzas hondureñas. En vista de este desastre y de lo insalubre del lugar, autoridades y vecinos dispusieron abandonar el primitivo asiento y se trasladaron al paraje Aldea Vieja. El 15 de julio de 1919 fue anexado al Distrito de Dulce Nombre de María, pero solo en lo administrativo, pues en lo judicial siguió anexada al Juzgado de Primera Instancia de Tejutla y el 29 de junio de 1932 al distrito de Chalatenango. 
Durante el conflicto Armado, La Laguna fue un pueblo estratégico durante la guerra civil Salvadoreña en la década de 1980. Sus casas, maltratadas por las balas, fueron testigos y protectores de sus habitantes, con sus muros de adobe de 60 cm de grosor.

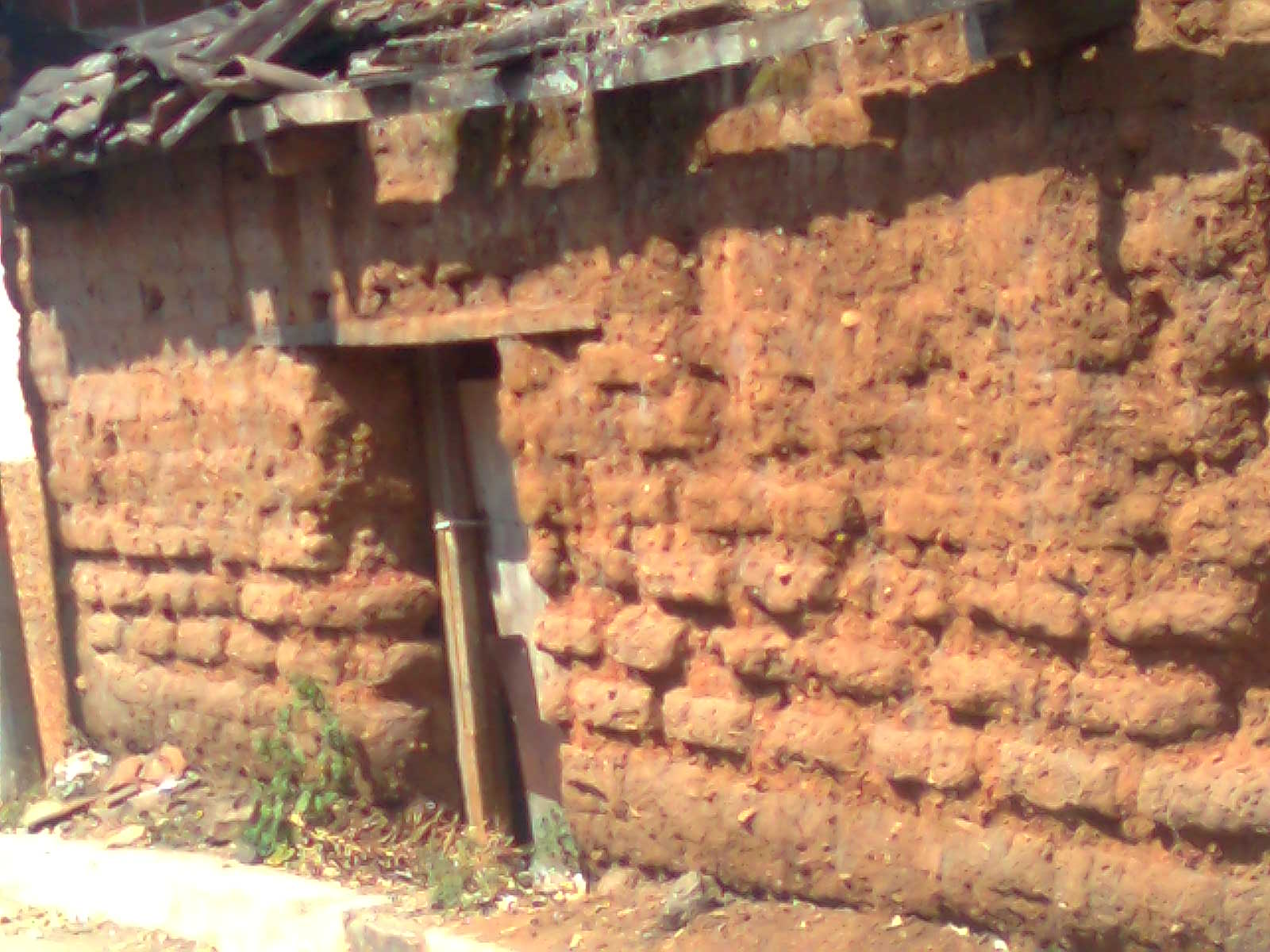
Casa tradicional de adobe de la década de 1960 de La Laguna

La Montañona, era el objetivo a vencer por las fuerzas armadas, pues desde sus alturas se divisaba la totalidad del sector y los movimientos de los bandos de guerra. Vista de casas y la montaña, calles empedradas. En La Montañona están los tatus donde se escondía la guerrilla y ahí fue donde funcionó la clandestina Radio Farabundo Martí. Con la firma de los acuerdos de paz el pueblo renació para ser un lugar turístico y mostrar toda su belleza.
Uno de los hombres que ha dado este municipio es don Luciano Calles quien fue alcalde en 1972, y luego fingió como diputado en la asamblea legislativa en el año 1976. Bajo su administración se realizaron obras como la introducción de la red de alcantarillados de aguas negras, que en ese tiempo ni la cabecera departamental poseía; además de la construcción de la Unidad de Salud de la localidad con la ayuda de FOCO.
Actualmente, después de casi dos décadas de finalizar un conflicto armado en el país, La Laguna es un pueblo pintoresco, pujante y con un espíritu emprendedor; convirtiéndose en uno de los polos de desarrollo social y económico de la zona norte del departamento.
A esta fecha (2015), según explica el alcalde Baltazar Elias Galdamez, La Laguna es un municipio modelo no solo a nivel departamental sino también nacional por las diversas iniciativas que se realizan en la localidad, enfocadas en la inclusión social, y la protección del medio ambiente.

## Religión
83% de la población de El Salvador se identifica como católica, y el otro 17% se identifica con otras religiones (CIA World Factbook), pero en los últimos años la popularidad de catolicismo ha ido bajando (USBDHRL). Hay bastante actividad de los protestantes, y La Laguna no es la excepción, teniendo protagonismo otras corrientes religiosas derivadas del cristianismo
Iglesias con presencia en el municipio:
- Iglesia Católica.
- Tabernáculo Bíblico Bautista Amigos de Israel.
- Asambleas de Dios.
- Iglesia Apostólica de la Fe en Cristo.
- Iglesia Pentecostal Unida

### Fiestas patronales (ligadas al cristianismo católico)
Casco urbano:
- 15 al 26 de julio, fiesta patronal en honor a Santiago Apóstol;
- 4 y 6 de enero, se celebran fiestas en honor al Niño de Praga.

El Cerrito: 
- 12-13 de mayo,	fiesta patronal en honor a la virgen de Fátima.

La Cuchilla:
- 27-28 de octubre, en honor a San Judas Tadeo.

Pacayas: 
- 1 y 2 de marzo, fiesta patronal en honor al Señor de las Misericordias.

Caserío Los Guevara:
- 19-20 de noviembre, fiesta patronal en honor a la Virgen de la Paz.

Aldea Vieja:
- 9 y 10 de febrero, fiesta patronal en honor a la virgen de Lourdes.

Plan Verde:
- 11 de mayo, fiesta patronal en honor a la Virgen de Guadalupe.

San José: 
- 17 y 18 de febrero, fiesta patronal en honor a la Virgen de los Remedios.

Los Prados: 
- 16 de julio, fiesta patronal en honor a Nuestra Señora del Carmen.

## Producción agrícola
La producción agrícola que históricamente ha tenido el municipio es de frijol, el maíz y el maicillo, pero debido a la crisis del sector agrícola, mucha población se hizo ganadera o emigró a los Estados Unidos. Por lo tanto la población ya no se identifica mucho con una producción ancestral. Generalmente lo que se produce es para el sustento familiar y los que comercializan con lo producido, lo hacen a través de intermediarios o de forma directa.
En la actualidad el municipio está en un rumbo muy prometedor con la reactivación de rubros agrícolas importantes como lo son la ganadería, la siembra de frutales, hortalizas y la producción de café de forma tecnificada, manteniéndose otros de forma artesanal como la apicultura y la piscicultura. 

## Comida y bebida
La comida tradicional incluye frijoles, tortillas, carnes de animales domésticos, sopas, dulces, y semillas. Otros platos tradicionales incluyen: 
- Los famosos tamales pisques. Hechos de nixtamal que se cuece con ceniza, es un maíz amarillo, se cuecen los tamales envueltos en hojas de huerta. Los principales ingredientes son: la sal, huevo duro, frijoles nuevos enteros para que despidan su color en el tamal.
- Tenquiques, estos son hongos comestibles que salen generalmente en los árboles de Guachipilin.
- Los totopostes también es una comida que se hace en el lugar, estos se hacen de masa con manteca y sal. Se pueden cocinar en el comal como las tortillas o en hornos con la ventaja de que pueden durar hasta un mes y no se arruinan. También les llaman los viajeros porque generalmente se hacían cuando las personas viajaban por algún tiempo fuera de sus tierras, principalmente a cortar café o a Honduras a hacer comercio.
- Chaparro (licor). Se prepara con agua, dulce de panela, piña, jengibre, nances, canela y otras frutas que se ponen a fermentar y luego se cocinan artesanalmente hasta conseguir un aguardiente muy agradable al olfato y de fuerte sabor.
- Carne de cerdo envinagrado. Se prepara con cebolla, sal pimienta, achiote, tomate, cebolla, oreganito, tres a cuatro días se deja en vinagre y se puede comer guisada o frita.
- Pupusas de campesino o Cupas. Estas se hacen dobladas como empanadas.
- Pupusas de chipilín, lorocos, hoja blanca (quilite).

La mayoría de los ingredientes que se usan para estas comidas y bebidas tradicionales son naturales y se pueden encontrar o producir en la zona. Además forman parte de la biodiversidad, que en algunos casos está amenazada o en peligro de extinción. Sin embargo, esto se está perdiendo, ahora la gente come más productos industriales con muchos químicos que afectan a la salud de la población.

## Sitios turísticos

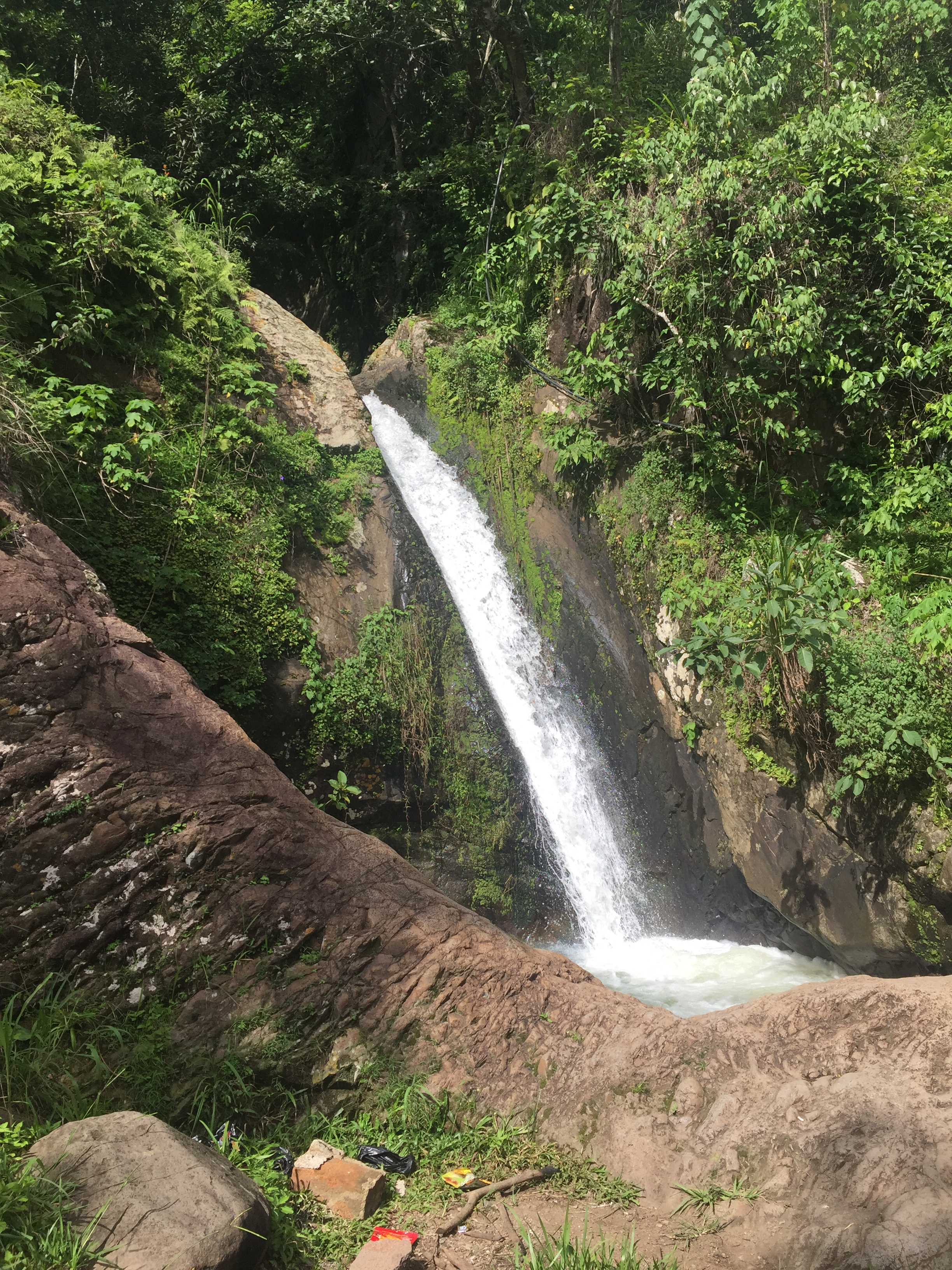
Quebrada de Las Pacayas.

Lugares como El Cerrito, La Montañona, Las Pacayas y el pueblo en sí, son muestras de que este pueblo hace a un lado el sufrimiento e invita al mundo a ver lo que posee, su gente tan bondadosa, sus lugares sus miradores, como una forma de salir de la rutina de la ciudad y salir a respirar aire puro del campo, de las alturas y disfrutar de su indiscutible belleza.
Sitios
- La más conocida es La Montañona, macizo boscoso impresionante donde predominan el roble y el pino.
- La quebrada Las Pacayas, sitio turístico hermoso por sus cascadas de agua fresca.
- El río Sumpul.
- El Cerrito de la Virgen de Fátima.
- La quebrada Honda que tiene una poza muy famosa llamada El Cajón o la Cuchilla, este lugar queda en el Cantón La Cuchilla.
- El complejo deportivo también en El Cerrito donde se puede apreciar en todo su esplendor el lago Suchitlan.
- El Parque Central es un lugar acogedor para descansar y pasar una tarde amena.
- En La Casona de La Montañona cerca del respaldo, o cuesta del chile.
- Piedra del Cristo, en La Cuchilla, desfiladero de aproximadamente 150 m donde según tradiciones se aparece el cipitio.
- En el cantón La Cuchilla aún están los restos de un avión derribado en el conflicto armado, incluso una ala del avión sirve de puente en una quebrada grande.

## Producción artesanal
El distrito se ha caracterizado por la producción de la jarcia, flores y juguetes como pitos, trompos coyotes (de morro) y volantines. Cabe mencionar que estas artesanías ya no se ven en el municipio, sin embargo, todavía existe gente que puede elaborarlos pero que como no tienen valor ni demanda, no se elaboran.
También hay gente que elabora los dulces de coco, de azúcar, de frutas deshidratadas o de guayabas.
Además en los meses de enero a marzo son muy populares las moliendas o trapiches, donde se procesa la caña de azúcar y se obtienen en las diversas etapas de cocción productos sabrosos como las cachazas, las claras, la miel de mesa, las melcochas, los batidos y el dulce de panela, sin faltar los ayotes cocidos en miel.

## Otros datos
- IIMM: 36.49
- Total de hogares: 933
- Escolaridad promedio: 3.08
- Ingreso mensual por hogar ($): 174.65
- Hogares en pobreza extrema (%) : 47.13
- Total de hogares con remesas: 295

## Servicios municipales

### Sector educación
- Educación hasta Bachillerato en Casco Urbano
- 2 cantones educación hasta 9°
- 2 cantones educación hasta 6°
- 1 cantón educación hasta 3°

### Sector salud
- Unidad de Salud en Casco Urbano
- Todos los cantones son atendidos por medio de promotores de salud.
- Se presta el servicio de recolección de desechos, selección y composta de residuos orgánicos.
- Se recolectan las aguas negras y a través de la planta de tratamiento de aguas residuales se realiza la disposición final.

### Sector agua
- Casi totalmente abastecido de agua. 1 cantón y 1 caserío carecen del servicio de agua potable
- La calidad del agua es deficiente. Introducción de agua potable en 2 cantones del municipio.

### Sector electrificación
Casi totalmente electrificado. 1 cantón no posee electricidad